# Trofee veldrijden
Trofee veldrijden (nederländska för "Cykelcross-trofén", på franska Le Trophée Cyclo-cross) är en serie om åtta deltävlingar i cykelcross, avhållna vintersäsongsvis från (oktober)november till februari, som arrangerats sedan 1987/1988 i den belgiska regionen Flandern (sedan 2018/2019 ingår även ett lopp i Bryssel). Den första upplagan var ett samarbete mellan sju arrangörer av cykelcross-lopp i provinsen Antwerpen och kom till främst för att ge även de cyklister som inte platsade i den inoficiella "världscupen" Superprestige en motsvarande tävlingsserie. De sju lopp som ingick i den första upplagan var: Putte-Peulis, Niel, Essen, Rijkevorsel, Mol-Millegem, Loenhout (Azencross) och Breendonk. Senare tillkom lopp även untanför Antwerpen (det första var GP Sven Nys i Baal, Flamländska Brabant, 2001/2002) – samtidigt ökade tävlingens status och allt bättre åkare deltog. Under 1900-talet kördes endast lopp för herrar (elit från 1994, professionella till 1993), 2001/2002 infördes en U23-klass (herrar), 2007/2008 tillkom damer elit (Ladies Trophy) och från 2019/2020 till 2022/2023 ingick även damjuniorer. Beroende på tävlingens huvudsponsor har den haft olika namn:
| 1987/1988 – 2011/2012 |  | Gazet van Antwerpen Trofee |
| 2012/2013 – 2015/2016 |  | Bpost bank trofee          |
| 2016/2017 – 2019/2020 |  | DVV Verzekeringen Trofee   |
| 2020/2021 –           |  | X²O Badkamers Trofee       |

Slutställningen avgjordes inledningsvis på poäng erhålla efter placeringar i de olika deltävlingarna, men sedan 2012/2013 avgörs de på tidsskillnader i förhållande till vinnartiden i de olika loppen. Överstiger tidsskillnaden fem minuter, eller om deltagaren inte fullföljer loppet, ges denne vinnartiden plus fem minuter som resultat. Även cyklister som inte startar i ett lopp ges denna tid. Utöver den på detta vis beräknade "sluttiden" ingår också en bonusspurt efter det första varvet vilken ger femton, tio respektive fem sekunder till de tre första som dras av från sluttiden. Således:
Resultat = Vinnartiden + tidsskillnad till vinnaren (maximalt fem minuter) - bonussekunder.

## Slutställning
Flest totalsegrar bland herrarna, nio stycken, har Sven Nys, medan Sanne Cant vunnit sex säsonger bland damerna.

### Herrar – elit
| Säsong    | Vinnare         | Tvåa                 | Trea                |
| 1987/1988 | Rudy De Bie     | Christian Hautekeete | Yvan Messelis       |
| 1988/1989 | Guy Van Dijck   | Rudy De Bie          | Dirk Pauwels        |
| 1989/1990 | Guy Van Dijck   | Wim Lambrechts       | Kurt De Roose       |
| 1990/1991 | Marc Janssens   | Peter Van Santvliet  | Ludo De Rey         |
| 1991/1992 | Dirk Pauwels    | Pascal Van Riet      | Guy Van Dijk        |
| 1992/1993 | Paul Herijgers  | Peter Willemsens     | Staf Van Bouwel     |
| 1993/1994 | Paul Herijgers  | Danny De Bie         | Peter Willemsens    |
| 1994/1995 | Paul Herijgers  | Peter Willemsens     | Arne Daelmans       |
| 1995/1996 | Paul Herijgers  | Peter Willemsens     | Arne Daelmans       |
| 1996/1997 | Paul Herijgers  | Alex Moonen          | Peter Willemsens    |
| 1997/1998 | Arne Daelmans   | Danny De Bie         | Peter Willemsens    |
| 1998/1999 | Marc Janssens   | Arne Daelmans        | Peter Willemsens    |
| 1999/2000 | Arne Daelmans   | Bart Wellens         | Peter Willemsens    |
| 2000/2001 | Erwin Vervecken | Bart Wellens         | Peter Willemsens    |
| 2001/2002 | Erwin Vervecken | Peter Van Santvliet  | Bart Wellens        |
| 2002/2002 | Sven Nys        | Bart Wellens         | Mario De Clercq     |
| 2003/2004 | Bart Wellens    | Ben Berden           | Sven Nys            |
| 2004/2005 | Sven Nys        | Sven Vanthourenhout  | Erwin Vervecken     |
| 2005/2006 | Sven Nys        | Bart Wellens         | Erwin Vervecken     |
| 2006/2007 | Sven Nys        | Niels Albert         | Richard Groenendaal |

| Säsong    | Vinnare              | Tvåa                   | Trea                   |
| 2007/2008 | Sven Nys             | Bart Wellens           | Zdeněk Štybar          |
| 2008/2009 | Sven Nys             | Bart Wellens           | Zdeněk Štybar          |
| 2009/2010 | Sven Nys             | Zdeněk Štybar          | Niels Albert           |
| 2010/2011 | Sven Nys             | Zdeněk Štybar          | Kevin Pauwels          |
| 2011/2012 | Kevin Pauwels        | Zdeněk Štybar          | Sven Nys               |
| 2012/2013 | Niels Albert         | Klaas Vantornout       | Kevin Pauwels          |
| 2013/2014 | Sven Nys             | Niels Albert           | Tom Meeusen            |
| 2014/2015 | Wout van Aert        | Kevin Pauwels          | Sven Nys               |
| 2015/2016 | Wout van Aert        | Kevin Pauwels          | Sven Nys               |
| 2016/2017 | Wout van Aert        | Kevin Pauwels          | Michael Vanthourenhout |
| 2017/2018 | Mathieu van der Poel | Toon Aerts             | Wout van Aert          |
| 2018/2019 | Mathieu van der Poel | Toon Aerts             | Michael Vanthourenhout |
| 2019/2020 | Eli Iserbyt          | Michael Vanthourenhout | Mathieu van der Poel   |
| 2020/2021 | Eli Iserbyt          | Toon Aerts             | Michael Vanthourenhout |
| 2021/2022 | Toon Aerts           | Eli Iserbyt            | Michael Vanthourenhout |
| 2022/2023 | Eli Iserbyt          | Lars van der Haar      | Michael Vanthourenhout |
| 2023/2024 | Lars van der Haar    | Eli Iserbyt            | Michael Vanthourenhout |
| 2024/2025 | Eli Iserbyt          | Toon Aerts             | Pim Ronhaar            |

### Damer – elit
| Säsong    | Vinnare              | Tvåa                   | Trea           |
| 2007/2008 | Daphny van den Brand | Reza Hormes-Ravenstijn | Sanne Cant     |
| 2008/2009 | Daphny van den Brand | Marianne Vos           | Sanne Cant     |
| 2009/2010 | Daphny van den Brand | Sanne Cant             | Helen Wyman    |
| 2010/2011 | Sanne Cant           | Daphny van den Brand   | Helen Wyman    |
| 2011/2012 | Daphny van den Brand | Sanne Cant             | Nikki Harris   |
| 2012/2013 | Sanne Cant           | Helen Wyman            | Ellen Van Loy  |
| 2013/2014 | Sanne Cant           | Helen Wyman            | Nikki Harris   |
| 2014/2015 | Ellen Van Loy        | Sanne Cant             | Sophie de Boer |
| 2015/2016 | Sanne Cant           | Jolien Verschueren     | Helen Wyman    |
| 2016/2017 | Sanne Cant           | Thalita de Jong        | Ellen Van Loy  |

| Säsong    | Vinnare           | Tvåa            | Trea            |
| 2017/2018 | Katherine Compton | Nikki Brammeier | Maud Kaptheijns |
| 2018/2019 | Sanne Cant        | Loes Sels       | Nikki Brammeier |
| 2019/2020 | Ceylin Alvarado   | Annemarie Worst | Yara Kastelijn  |
| 2020/2021 | Lucinda Brand     | Denise Betsema  | Ceylin Alvarado |
| 2021/2022 | Lucinda Brand     | Denise Betsema  | Annemarie Worst |
| 2022/2023 | Fem van Empel     | Lucinda Brand   | Ceylin Alvarado |
| 2023/2024 | Fem van Empel     | Lucinda Brand   | Annemarie Worst |
| 2024/2025 | Lucinda Brand     | Annemarie Worst | Sara Casasola   |